# Ecnomus decussatus
Ecnomus decussatus är en nattsländeart som beskrevs av Gibbs 1973. Ecnomus decussatus ingår i släktet Ecnomus och familjen trattnattsländor. Inga underarter finns listade i Catalogue of Life.